# 三宅义行
三宅义行（日语：／ Miyake Yoshiyuki，1945年9月30日—），日本男子举重运动员。他曾代表日本参加1968年夏季奥林匹克运动会举重比赛，获得男子60公斤级铜牌。

## 家庭
哥哥三宅义信，女儿三宅宏实。